# 西安地铁6号线
西安地铁6号线是西安地铁的一条运营中的线路，全长39.6公里，共设32站。
6号线一期工程全长20.1公里（已开通段长15.6公里），共设车站15座，南起西安南站，北至西北工业大学，全地下线；已於2016年3月28日开工，已于2020年12月7日开启试乘，2020年12月28日开通运营。6号线二期工程全长19.5公里，共设车站17座，全地下线；已於2017年1月9日开工，并在2022年12月29日通车。
线路标识色为 Pantone 2726C  （靛蓝色）。

## 车站列表
所有车站都位于西安市内。
| 区段 | 站名                    | 行政区                     | 启用日期       | 接驳线路    | 站台类型       |
| ---- | ----------------------- | -------------------------- | -------------- | ----------- | -------------- |
| 一期 | 西安南站                | 长安区                     | 2024年9月26日  | 西安南站    | 地下岛式站台   |
| 一期 | 西电科大南校区·未来之瞳 | 长安区                     | 2024年9月26日  |             | 地下岛式站台   |
| 一期 | 西安国际医学中心        | 长安区                     | 2020年12月28日 |             | 地下岛式站台   |
| 一期 | 仁村                    | 长安区                     | 2020年12月28日 |             | 地下岛式站台   |
| 一期 | 郭杜西                  | 长安区                     | 2020年12月28日 | 15号线      | 地下岛式站台   |
| 一期 | 西部大道（西太路口）    | 长安区                     | 2020年12月28日 |             | 地下岛式站台   |
| 一期 | 造字台                  | 长安区                     | 2020年12月28日 |             | 地下岛式站台   |
| 一期 | 丈八六路                | 雁塔区                     | 2020年12月28日 |             | 地下岛式站台   |
| 一期 | 丈八四路                | 雁塔区                     | 2020年12月28日 | 西安云巴    | 地下岛式站台   |
| 一期 | 丈八一路                | 雁塔区                     | 2020年12月28日 |             | 地下岛式站台   |
| 一期 | 省体育馆                | 雁塔区                     | 2020年12月28日 | 8号线       | 地下双岛式站台 |
| 一期 | 木塔寺                  | 雁塔区                     | 2020年12月28日 |             | 地下岛式站台   |
| 一期 | 甘家寨                  | 雁塔区                     | 2020年12月28日 |             | 地下岛式站台   |
| 一期 | 科技路                  | 雁塔区                     | 2020年12月28日 | 3号线       | 地下岛式站台   |
| 一期 | 西北工业大学            | 碑林区 莲湖区              | 2020年12月28日 | 5号线       | 地下岛式站台   |
| 二期 | 大唐西市                | 莲湖区                     | 2022年12月29日 |             | 地下岛式站台   |
| 二期 | 安定门                  | 莲湖区                     | 2022年12月29日 |             | 地下岛式站台   |
| 二期 | 桥梓口                  | 莲湖区                     | 2022年12月29日 |             | 地下岛式站台   |
| 二期 | 广济街                  | 碑林区 莲湖区              | 2022年12月29日 |             | 地下岛式站台   |
| 二期 | 钟楼                    | - 碑林区 - 莲湖区 - 新城区 | 2022年12月29日 | 2号线       | 地下岛式站台   |
| 二期 | 大差市                  | 碑林区 新城区              | 2022年12月29日 | 4号线       | 地下岛式站台   |
| 二期 | 长乐门                  | 碑林区                     | 2022年12月29日 |             | 地下岛式站台   |
| 二期 | 交通大学·兴庆宫         | 碑林区                     | 2022年12月29日 |             | 地下岛式站台   |
| 二期 | 咸宁路                  | 碑林区 新城区              | 2022年12月29日 | 3号线       | 地下岛式站台   |
| 二期 | 公园南路                | 碑林区 新城区              | 2022年12月29日 |             | 地下岛式站台   |
| 二期 | 万寿南路                | 新城区                     | 2022年12月29日 | 8号线       | 地下岛式站台   |
| 二期 | 卫星测控中心            | 新城区                     | 2022年12月29日 |             | 地下岛式站台   |
| 二期 | 田家湾                  | 灞桥区                     | 2022年12月29日 |             | 地下岛式站台   |
| 二期 | 穆将王                  | 灞桥区                     | 2022年12月29日 |             | 地下岛式站台   |
| 二期 | 纺六路                  | 灞桥区                     | 2022年12月29日 |             | 地下岛式站台   |
| 二期 | 纺二路                  | 灞桥区                     | 2022年12月29日 |             | 地下岛式站台   |
| 二期 | 纺织城                  | 灞桥区                     | 2022年12月29日 | 1号线 9号线 | 地下侧式站台   |